# United Party for National Development

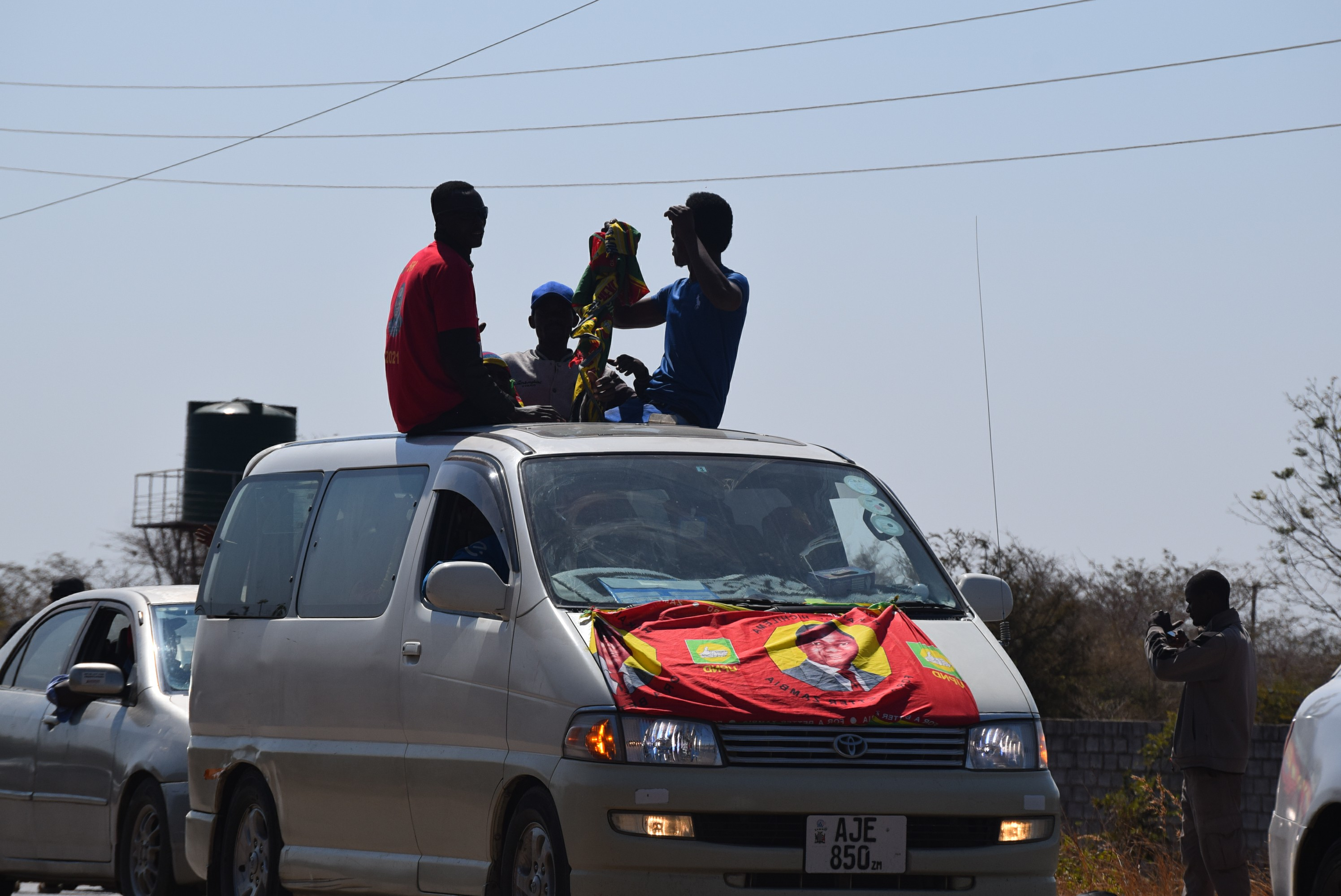
UPND Unterstützter nach der Wahl 2021

United Party for National Development (übersetzt: Vereinigte Partei für die nationale Entwicklung) ist eine liberale politische Partei in Sambia.
Die UPND hat bei der Liberalen Internationalen Beobachterstatus.

## Geschichte
Sie nahm an den Wahlen in Sambia 2001 teil, in der sie 23,3 Prozent und damit 49 Mandate in der Nationalversammlung Sambias gewinnen konnte. In der Südprovinz gewann sie 18 von 19 Mandaten. Ihr Kandidat für die Präsidentschaft war Anderson Mazoka, der 27,2 Prozent der Stimmen auf sich vereinigen konnte.
Mazoka starb im Mai 2006. Ihm folgte Hakainde Hichilema, ein junger Geschäftsmann, der auch den Vorsitz der Wahlkoalition United Democratic Alliance von ihm übernahm und für diese an den Wahlen in Sambia 2006 als Präsidentschaftskandidat teilnahm. Hichilema trat auch bei den Präsidentschaftswahlen 2015 und 2016 an, in denen er Edgar Lungu knapp unterlag. Bei den Wahlen 2021 war die UPND erfolgreich. Hichilema gewann die Präsidentschaft und die UPND die Mehrheit der Parlamentsmandate.